# San Pio X

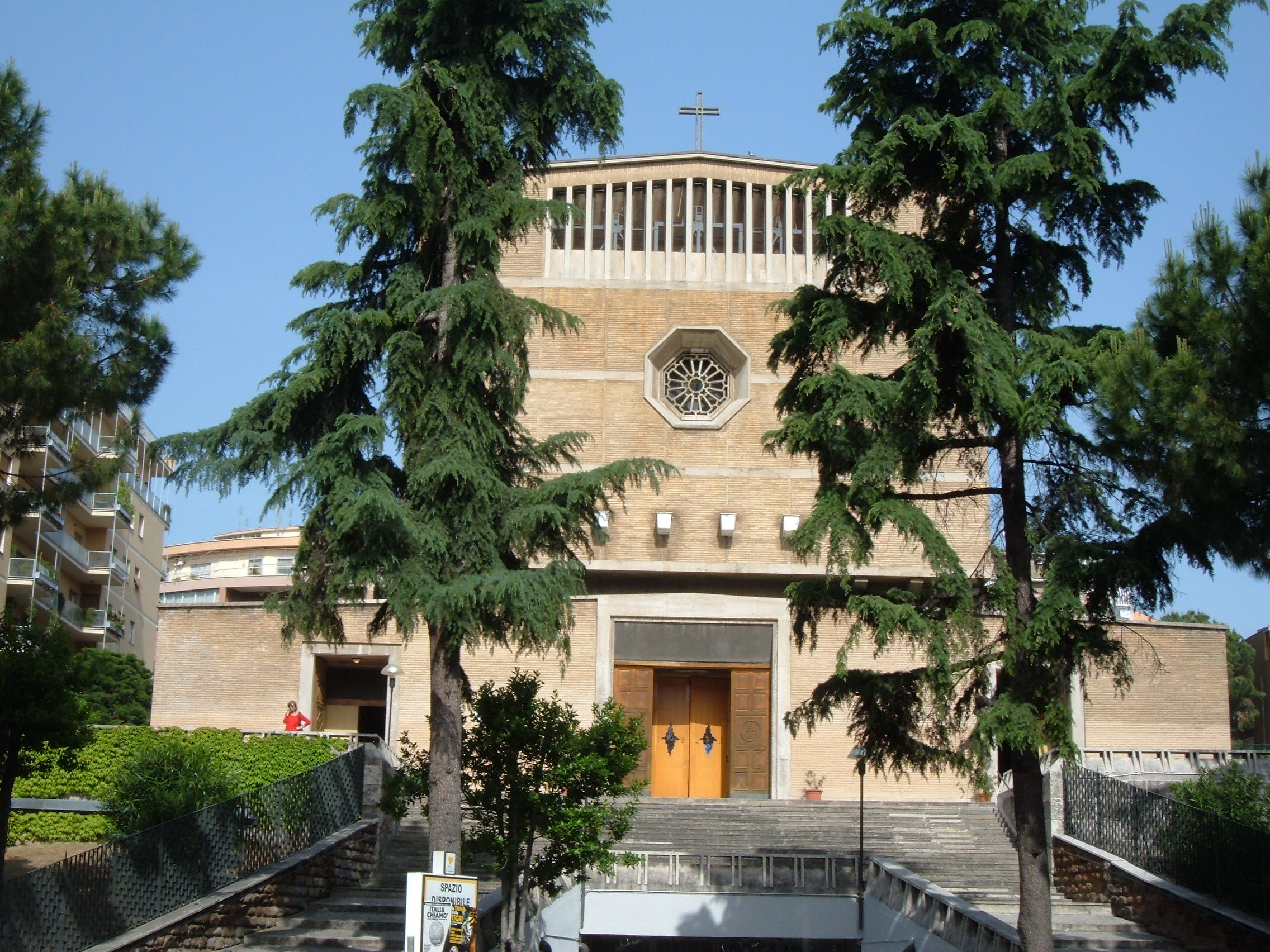
Vista da fachada e da escadaria de acesso.

San Pio X é uma igreja titular de Roma localizada na Piazza della Balduina, no bairro de Balduina do quartiere Trionfale. É dedicada ao papa São Pio X. O cardeal-presbítero protetor do título cardinalício de São Pio X na Balduina é Nicolás de Jesús López Rodríguez, arcebispo-emérito de Santo Domingo e arcebispo-emérito Primaz da América.

## História
O bairro de Balduina nasceu e se desenvolveu a partir de 1950 em uma área que até então era apenas parcialmente urbanizada com base no Plano Diretor de 1931; entre 1950 e 1955 foram construídos os edifícios residenciais de frente para a Piazza della Balduina. A construção da igreja San Pio X (que havia sido beatificado em 1951 e canonizado em 1954 pelo papa Pio XII) foi realizada com base num projeto de Aberto Ressa e sob a direção da Pontificia Opera per la Preservazione della Fede e la provvista di nuove Chiese in Roma. As obras na praça começaram em 1956, com a primeira fase dos trabalhos prevendo a realização de um local de culto no mesmo nível da praça (inaugurado em 1975 e correspondente ao moderno teatro), com a casa paroquial de fundo na Via Attilio Friggeri. Através do decreto "Pervigilanti iugiter" do cardeal-vigário Clemente Micara, de 28 de setembro de 1957, foi criada a paróquia de San Pio X, cujo território foi recortado dos territórios de Santa Maria Stella Matutina (norte) e Santa Paola Romana (sul). A construção do complexo terminou em 1961 e, em 30 de abril do mesmo ano, a igreja foi inaugurada e consagrada. 
A paróquia recebeu a visita do papa Paulo VI em 16 de fevereiro de 1964, que, no Consistório de 28 de abril de 1969, a elevou a sede do título cardinalício de São Pio X na Balduina. O papa São João Paulo II também visitou a paróquia, em 31 de janeiro de 1993.

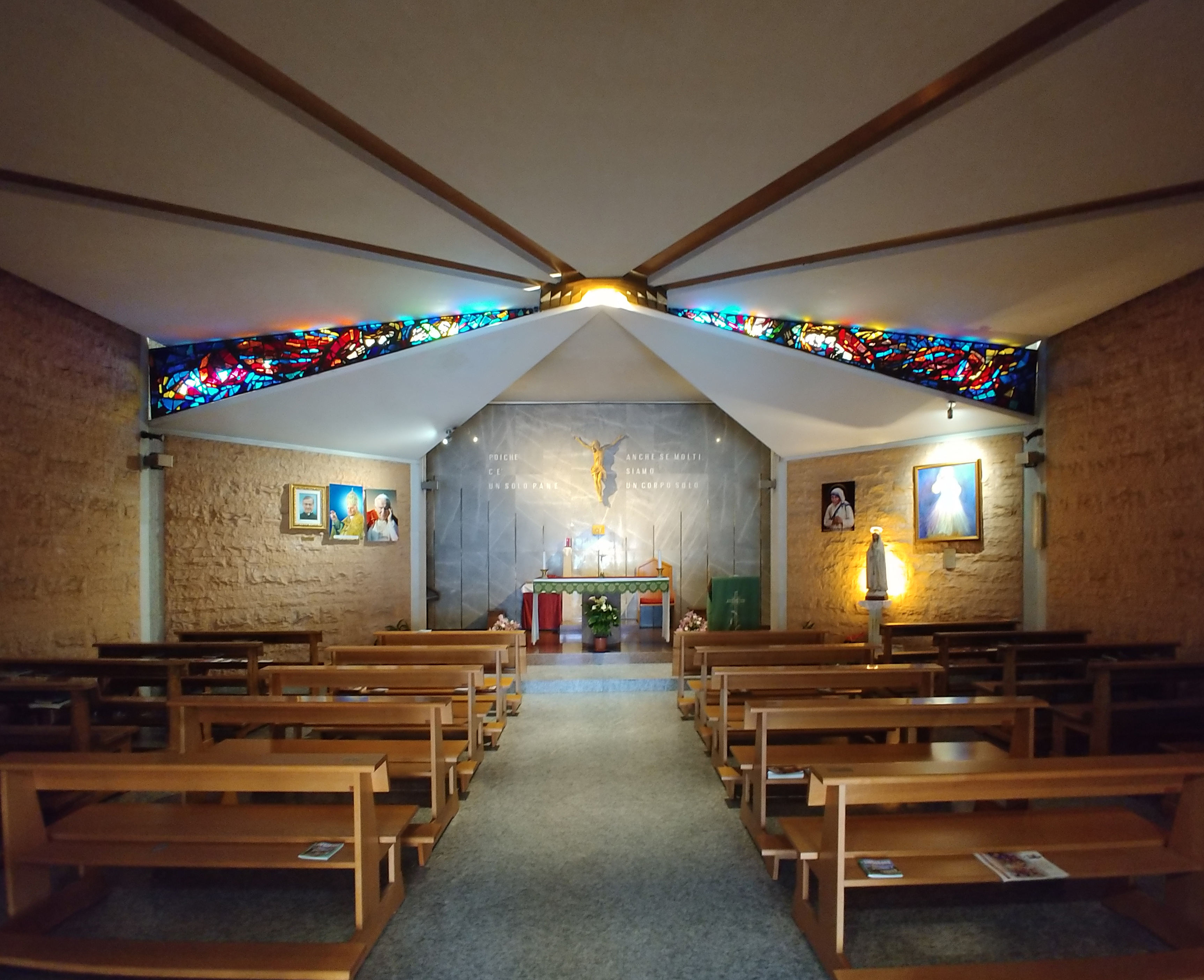
Cripta.

Nos anos seguintes à consagração e à abertura ao culto, a igreja sofreu algumas modificações em seus espaços internos: no final da década de 1960 foi reorganizado o espaço presbiterial, reutilizando parte dos móveis originais, a remoção de um dos dois púlpitos e da balaustrada e a mudança do altar-mor para uma posição mais avançada; em 1969, foi instalado o órgão de tubos no lugar onde ficava um quadro de grandes dimensões do santo titular, hoje perdido. A partir de 2002, foram instalados novos vitrais coloridos nas capelas laterais, obra de Sergio Verdacchia. Em 2003, a segunda capela à esquerda foi dedicada a São Pio de Pietrelcina ("Padre Pio").

## Descrição

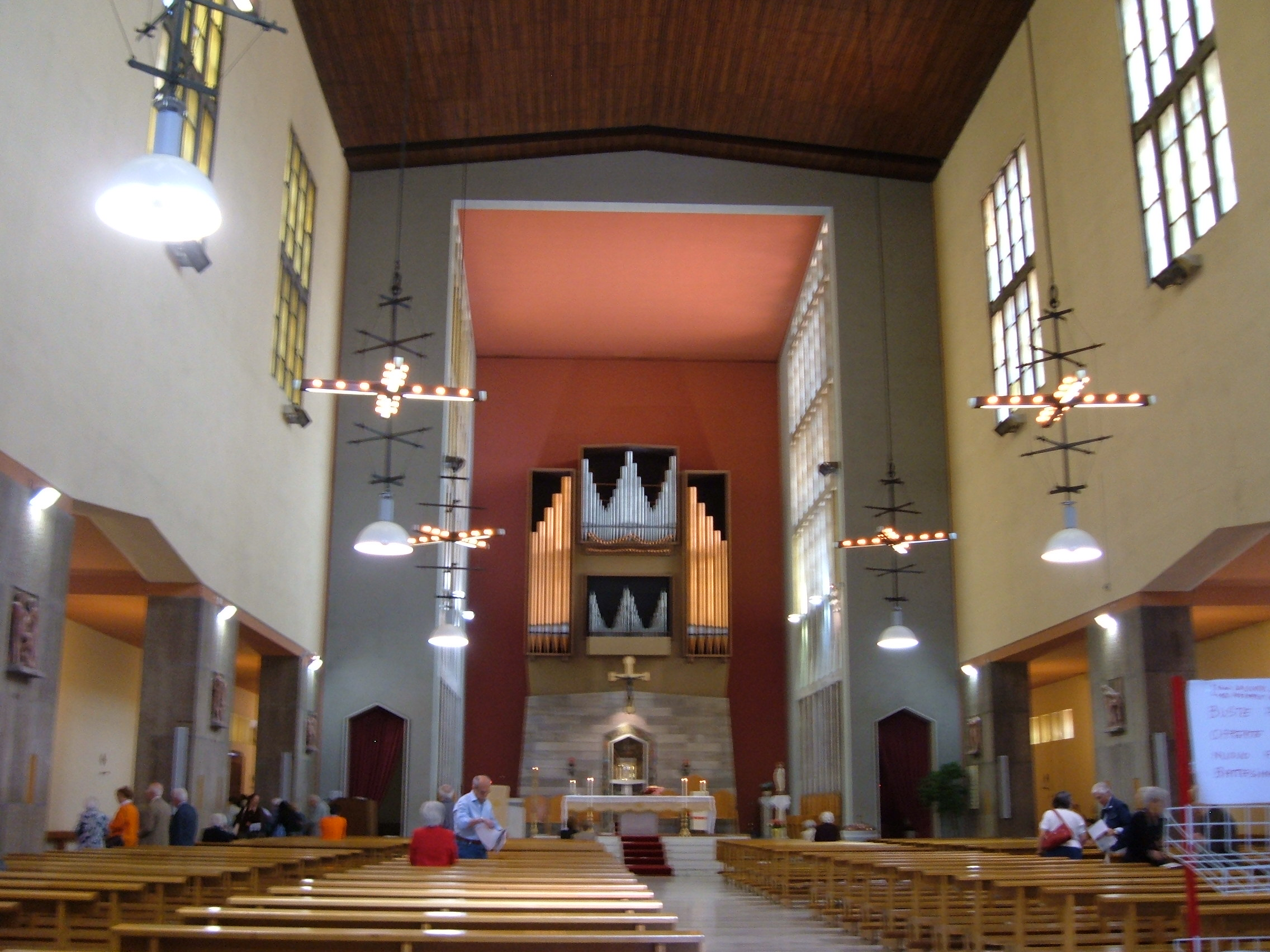
Vista do interior.

### Exterior e casa paroquial
A área na qual está a igreja e a casa paroquial anexa ocupa inteiramente uma pequena colina que vai do lado ocidental da Piazza della Balduina até a Via Attilio Friggeri no fundo. A fachada está localizada, cenograficamente, no alto de uma escadaria dupla de mármore no centro da qual, embaixo, está o acesso à cripta (um ambiente octogonal utilizado para missas em dias de semana) e o teatro no fundo. Ela foi concebida como a superposição de dois volumes distintos: o inferior, mais baixo e largo, no qual estão os três portais de entrada, e o superior, mais alto e estreito, notável por seu revestimento de tijolos dispostos verticalmente e transpassado por faixas horizontais de mármore. No centro, sobre o portal principal e as quatro mísulas que provavelmente serviriam para sustentar estátuas dos quatro evangelistas (jamais realizadas), está uma roseta octogonal com vitrais geométricos coloridos. A fachada é encimada por um campanário contendo cinco sinos e com a abertura decorada por pequenas pilastras de mármore. Ao longo dos dois flancos da nave central estão as grandes janelas do clerestório, quatro de cada lado, dispostas em correspondência com a arcada que separa as naves laterais. Toda a parede exterior da igreja é projetada como uma intersecção das linhas verticais dos tijolos e das faixas de pedra horizontais.
A casa paroquial, à direita da igreja, é caracterizada por um piso superior decorado por uma lógia com pilastras de mármore. No térreo estão as salas para a catequese e, em um pequeno espaço entre as quadras esportivas, está uma estátua de Nossa Senhora de Lourdes.

### Interior

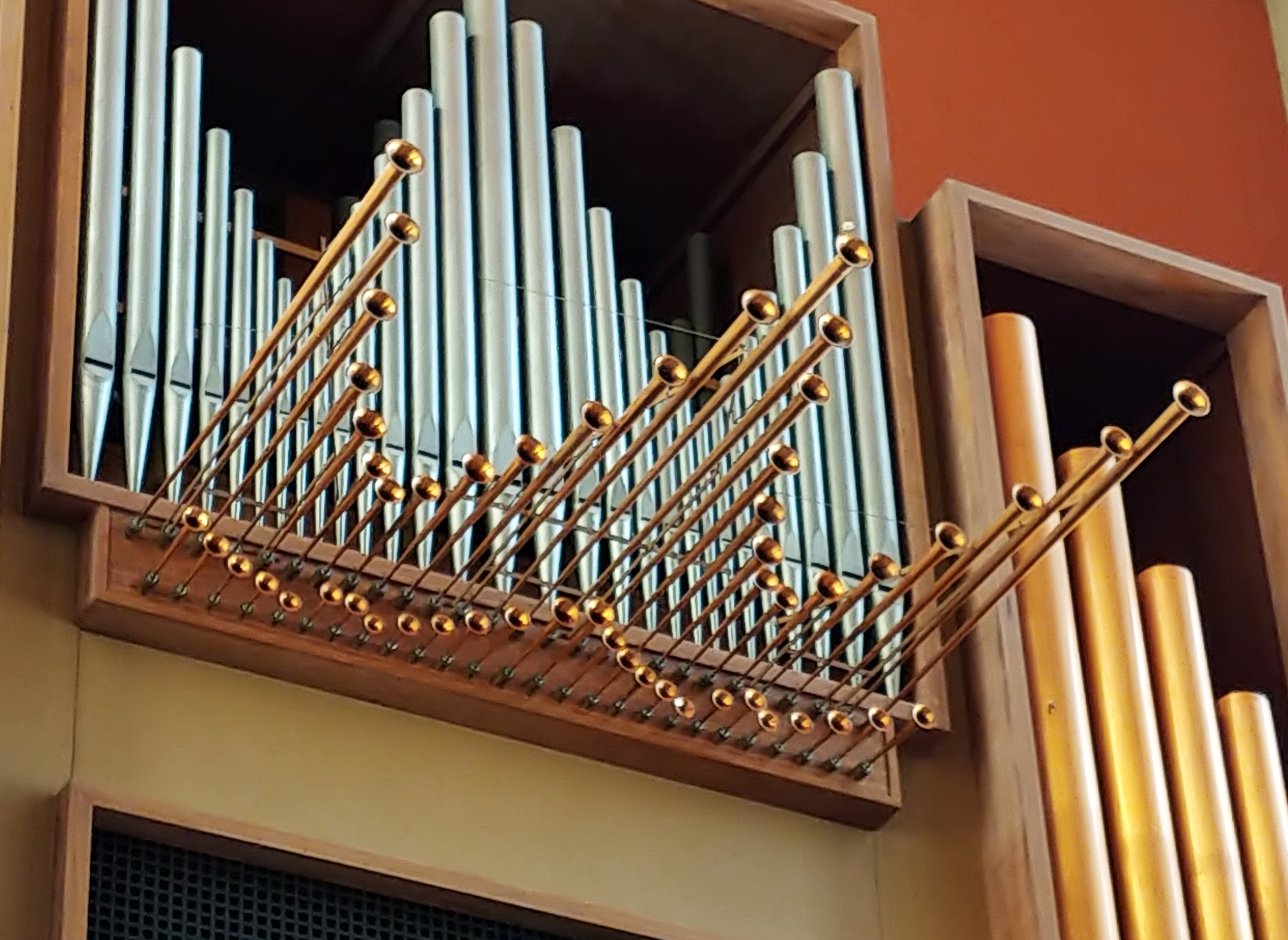
Detalhe do órgão de tubos.

O interior da igreja se apresenta em três naves separadas por pilastras revestidas em pedra, das quais a maior é significativamente maior e caracterizada por um final em madeira junto ao teto e as menores criando corredores de ligação entre as capelas laterais, que terminam neste último. Nas pilastras da nave central e da contrafachada está a Via Crúcis em painéis de cobre, de Raoul Vistoli (1963). Flanqueando o portal central estão dois nichos com estátuas, uma "Pietà" em gesso de Ignaz Weirich e um "Santo Antônio de Pádua com o Menino Jesus" em terracota de Mocanz.
Ao longo das duas naves laterais se abrem seis capelas, três de cada lado. A primeira da direita é dedicada a São Pio X, representado numa estátua de gesso de Carlo Pisi (1959), antigamente no altar da igreja provisória que ficava no teatro até 1957, e que abriga alguns de seus documentos atrás de uma pequena vitrine além de vitrais coloridos com cenas da vida do santo e da paróquia (2003). Segue a capela da "Reconciliação", que, assim como a precedente, não tem um altar e está decorada com um grupo de estátuas de uma "Crucificação", de Massimo di Cave (2006), composto por Cristo crucificado e pelos homens atormentados por seus pecados. Nos vitrais estão as cenas da "Pecadora aos pés de Jesus" (esquerda) e do "Pai Misericordioso que Acolhe o Filho Arrependido" (direita). A terceira capela, dedicada a Nossa Senhora da Misericórdia, é dedicada com vitrais coloridos representando a "Anunciação", as "Bodas de Caná" e a "Crucificação"; nela está um altar em baixo-relevo em bronze da "Virgem com o Menino", obra de Enrico Franzini uma cornija em terracota de Enzo Assenza. A primeira capela da esquerda era originalmente ocupada pelo batistério e nela ainda hoje está a antiga pia batismal com uma bacia hexagonal. Os vitrais coloridos e o mosaico representando a "Nova Jerusalém" foram realizados em 1987 por Luciano Vinardi. A segunda era originalmente dedicada a São Francisco de Assis e hoje é dedicada a São Pio de Pietrelcina, representado numa tela de Ulisse Sartini (2003). A estátua de madeira de São Francisco que ficava ali está hoje na última capela, ao lado do altar, no alto da qual está uma estátua de bronze do Sagrado Coração de Jesus, de autoria desconhecida; os vitrais coloridos de 2004 representam "São Francisco recebendo seus Estigmas" (direita) e "Santo Antônio de Pádua prega aos Peixes" (à direita).

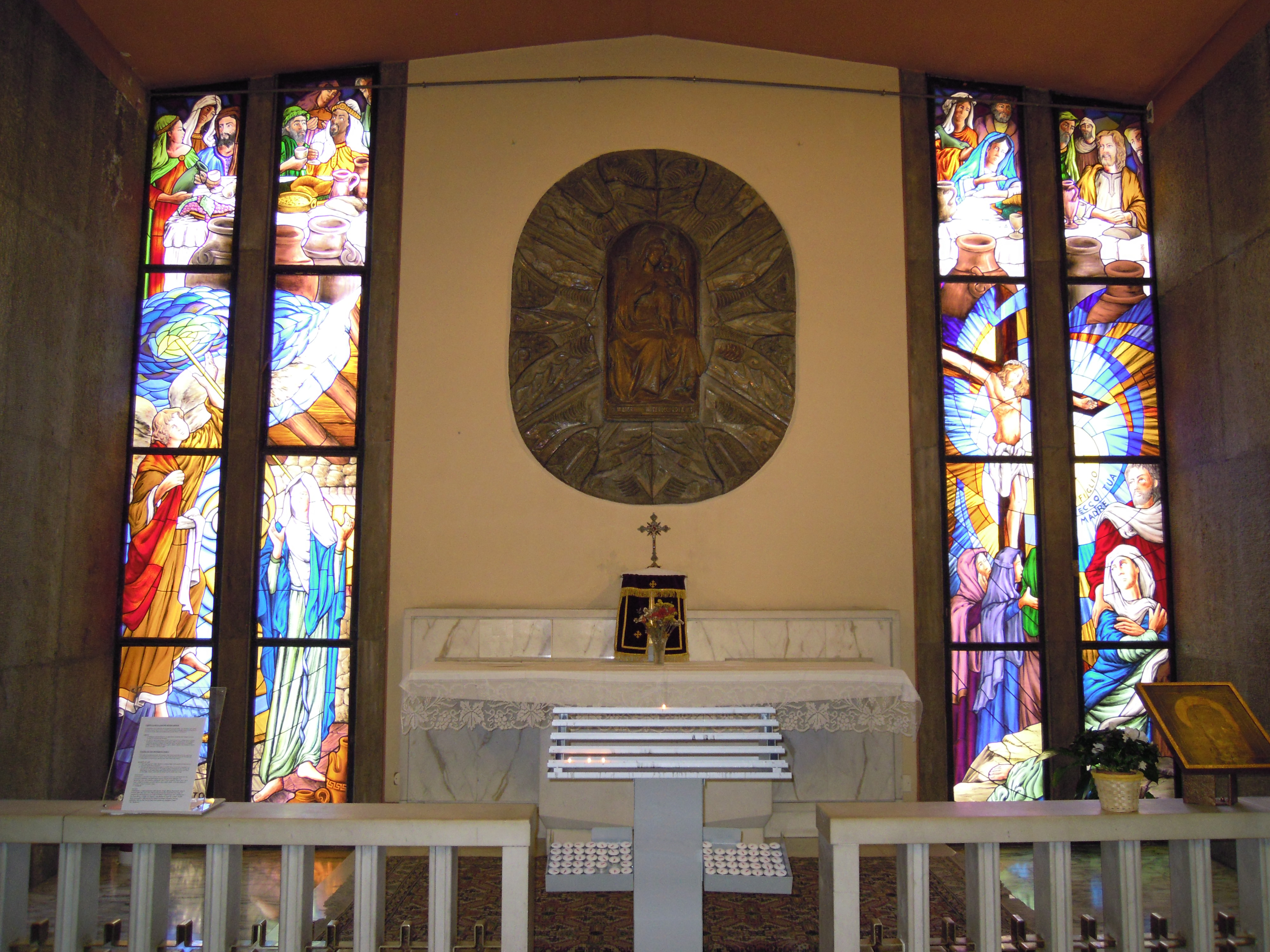
Capela de Nossa Senhora da Misericórdia.

No fundo da nave principal está a abside, de grandes dimensões, planta quadrangular e teto plano ligeiramente inclinado na direção da parede de fundo, inteiramente ocupada pelo presbitério, elevado em relação ao piso da igreja. Em posição avançada estão a pia batismal (2008, à direita) e o atril (à esquerda). Este último é um dos dois púlpitos que originalmente ficavam dos lados da entrada da abside. O altar-mor é formato por um pedestal central cúbico e por uma grande mesa apoiada sobre ele; atras dele, num nicho, está o sacrário, encimado por um crucifixo de madeira dourada com o corpo de Cristo em bronze, obra de Publio Morbiducci. Dos lados da abside estão profundas capelas laterais sem altares e dedicadas a Nossa Senhora de Lourdes (direita) e São João Bosco (esquerda).
Na parede do fundo da abside, encostado na parede do sacrário, está o órgão de tubos, construído pela Tamburini em 1969 com base num projeto de Giuseppe Agostini.